# Hypé
Hypé è un singolo della cantante francese Aya Nakamura, pubblicato il 26 gennaio 2024.

## Formazione
- Aya Nakamura – voce
- Chef Bandit – produzione

## Classifiche

### Classifiche settimanali
| Classifica (2024) | Posizione massima |
| ----------------- | ----------------- |
| Francia           | 2                 |
| Svizzera          | 50                |

### Classifiche di fine anno
| Classifica (2024) | Posizione |
| ----------------- | --------- |
| Francia           | 56        |